# Liliowa Kazalnica

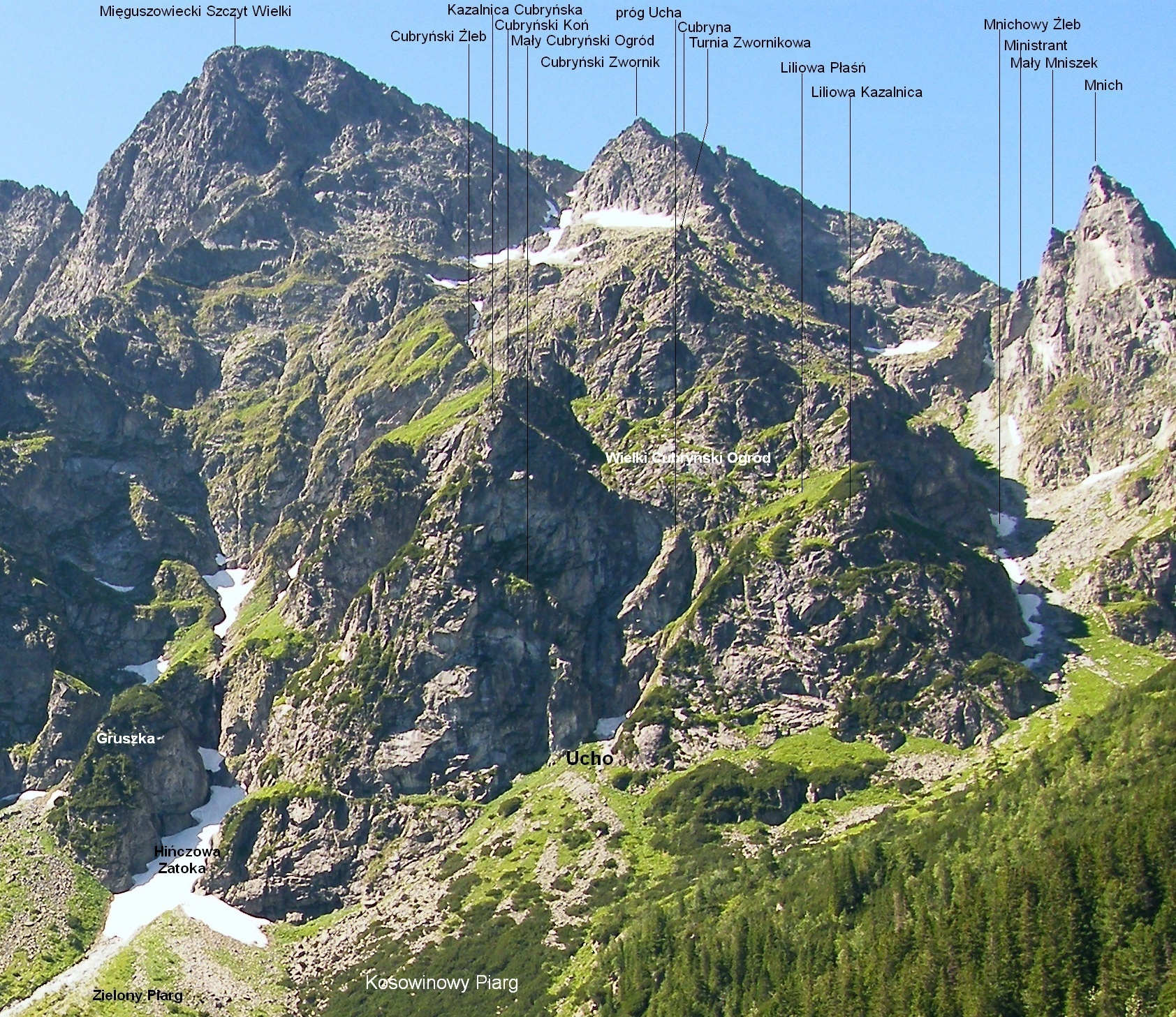
Topografia Turni Zwornikowej

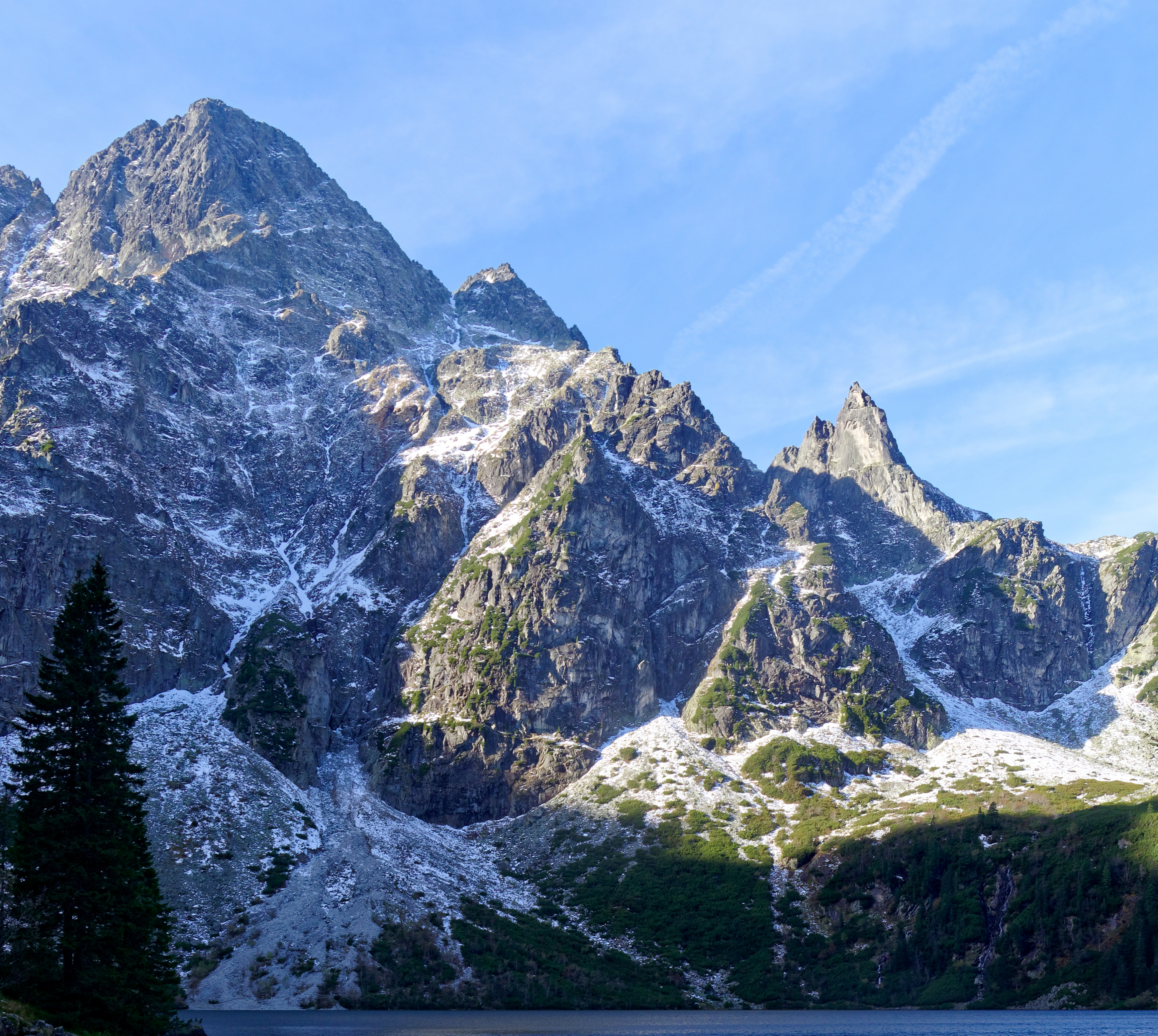

Liliowa Kazalnica (niem. Lilienkanzel, słow. Ľaliová kazateľnica, węg. Liliom-szószék) – częściowo ściana, częściowo urwisko w masywie Cubryny nad Morskim Okiem w polskich Tatrach Wysokich. Znajduje się na północnym filarze Turni Zwornikowej i opada z Liliowej Płaśni na najwyższą część Kosowinowego Piargu. Ma wysokość 120 m, a przy podstawie szerokość 240 m. Od lewej  strony (patrząc od dołu) Liliową Kazalnicę ogranicza Liliowa Drabina – bardzo stromy, skośny zachód wyprowadzający na Liliową Płaśń. Prawe ograniczenie urwiska tworzy system zachodów i kominków opadających z Liliowej Płaśni do ostrogi wschodniego filara Turni Zwornikowej. Na Liliowej Kazalnicy jest sporo zarośniętych kosodrzewiną półek, tarasów i trawników. Najbardziej lity jest środek ściany. Nieco po prawej stronie od środka znajduje się okap o wysięgu 5 m i szerokości 30 m. Pod okapem jest jasna, gładka płyta. Po lewej stronie okapu jest kominek, wyżej przechodzący w system rys i zacięć.  Wyprowadzają one na Liliową Płaśń.
Nazwę Liliowa Kazalnica wprowadził Władysław Cywiński w 8 tomie przewodnika „Tatry”. Ściana ta wcześniej przez taterników nazywana była „Czołówką prawego filara Cubryny”.

## Drogi wspinaczkowe
Przez Liliową Kazalnicę prowadzi kilka dróg wspinaczkowych. Wszystkie zaczynają się na trawniku położonym powyżej długiego pasa skałek nad podstawą ściany. Na pas ten można wejść z lewej lub prawej jego strony.
1. Droga Mączki; V+ w skali tatrzańskiej, A1, czas przejścia 3 h,
2. Środkiem północnej ściany; V+, 3h,
3. Droga Szalankiewicza; 5+, 2h,
4. Prawa droga Hobrzańskiego; V+, VI-, 2 h,
5. Lewa droga Hobrzańskiego; V+, 2 h[2]